# Verghetta
In araldica verghetta è un palo la cui larghezza è ridotta a un terzo. Si trova anche la forma palo ristretto.
Il termine può indicare anche quattro o più pali presenti su uno stesso scudo.

Interzato in palo: il 1° e 3° d'argento, a 4 punte e mezza d'azzurro poste in fascia e moventi dai fianchi; il 2° di verde, carico di altro palo ristretto ondato d'argento (Valle Aurina)
Di nero, alla banda scaccata d'argento e di rosso, a due verghette d'oro attraversanti (Saint-Bernard, Francia)
Partito: nel 1° d'argento, alla torre saldata d'oro; nel 2° d'azzurro, al pesce d'argento, rovesciato in palo; alla verghetta di rosso, attraversante sulla partizione (Propriano, Francia)